# Ilısu (Dargeçit)
Pour les articles homonymes, voir Ilısu.
Ilısu est un village du district de Dargeçit dans la province de Mardin en Turquie. Il est proche du Tigre qui fait la limite avec la province de Mardin.
Nom donné également au projet de barrage à proximité du village sur le Tigre entrant dans le cadre du projet d'Anatolie du Sud-Est.